# Utzenstorf
Utzenstorf is een gemeente en plaats in het Zwitserse kanton Bern, en maakt deel uit van het district Emmental. Utzenstorf telt 4.123 inwoners.

## Geboren
- Emma Hodler (1840-1913), schrijfster en onderwijzeres

## Overleden
- Emma Balmer (1884-1964), lerares, schrijfster en dichteres